# Harrachov
Harrachov (en allemand : Harrachsdorf ) est une ville du district de Jablonec nad Nisou, dans la région de Liberec, en Tchéquie. Sa population s'élevait à 1 335 habitants en 2021. Harrachov est une station de sports d'hiver, surtout connue pour les tremplins de saut à ski de Čerťák.

## Géographie
Harrachov est située dans le nord de la région historique de Bohême au pied des monts des Géants, à proximité immédiate de la frontière avec la Pologne. La ville se trouve à 20 km au nord-nord-est de Semily, à 27 km à l'est de Liberec et à 105 km au nord-est de Prague.

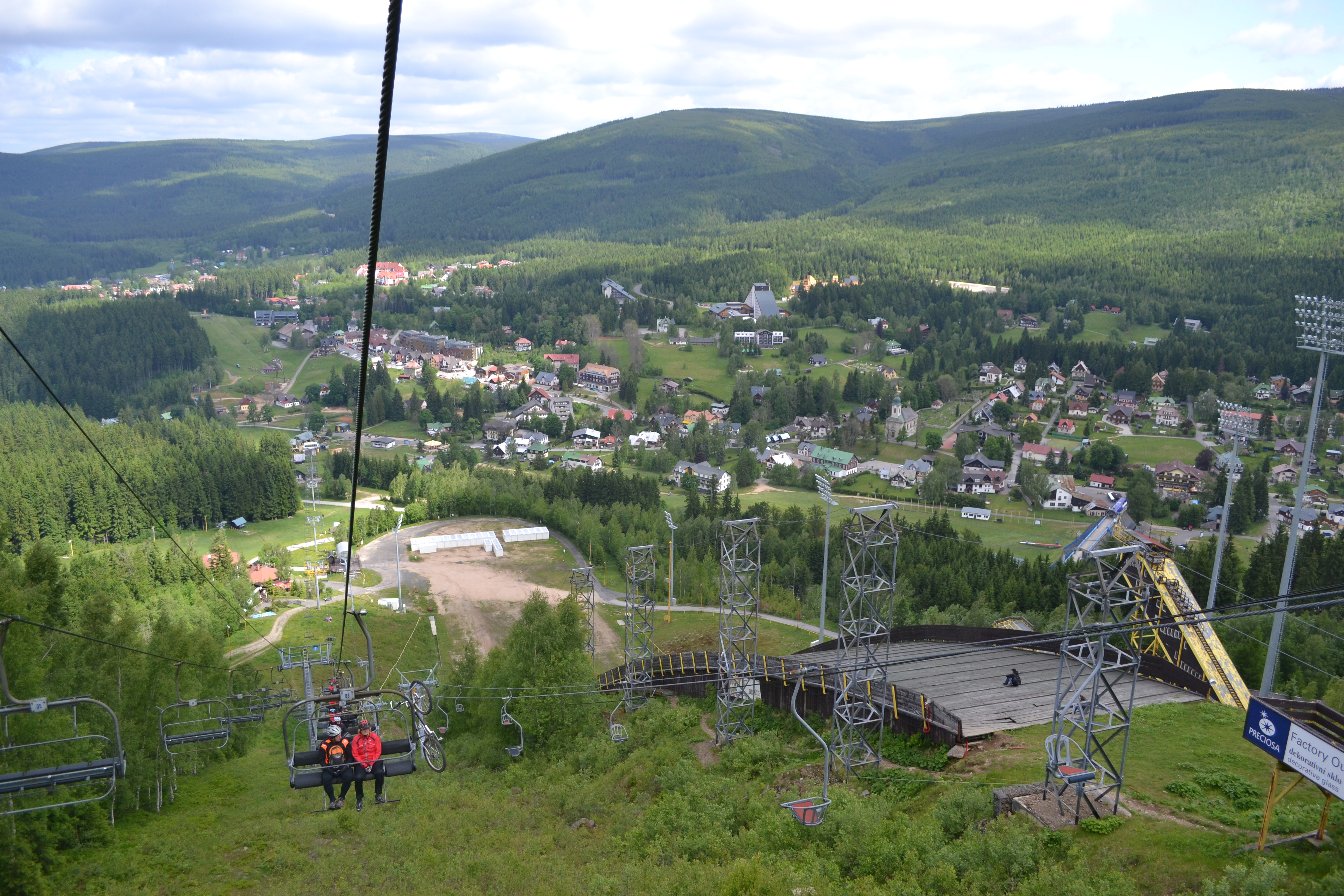
Vue générale de Harrachov.

La commune est limitée par la Pologne (Szklarska Poręba) au nord, par Rokytnice nad Jizerou à l'est et au sud, par Paseky nad Jizerou au sud et par Kořenov à l'ouest.

## Histoire

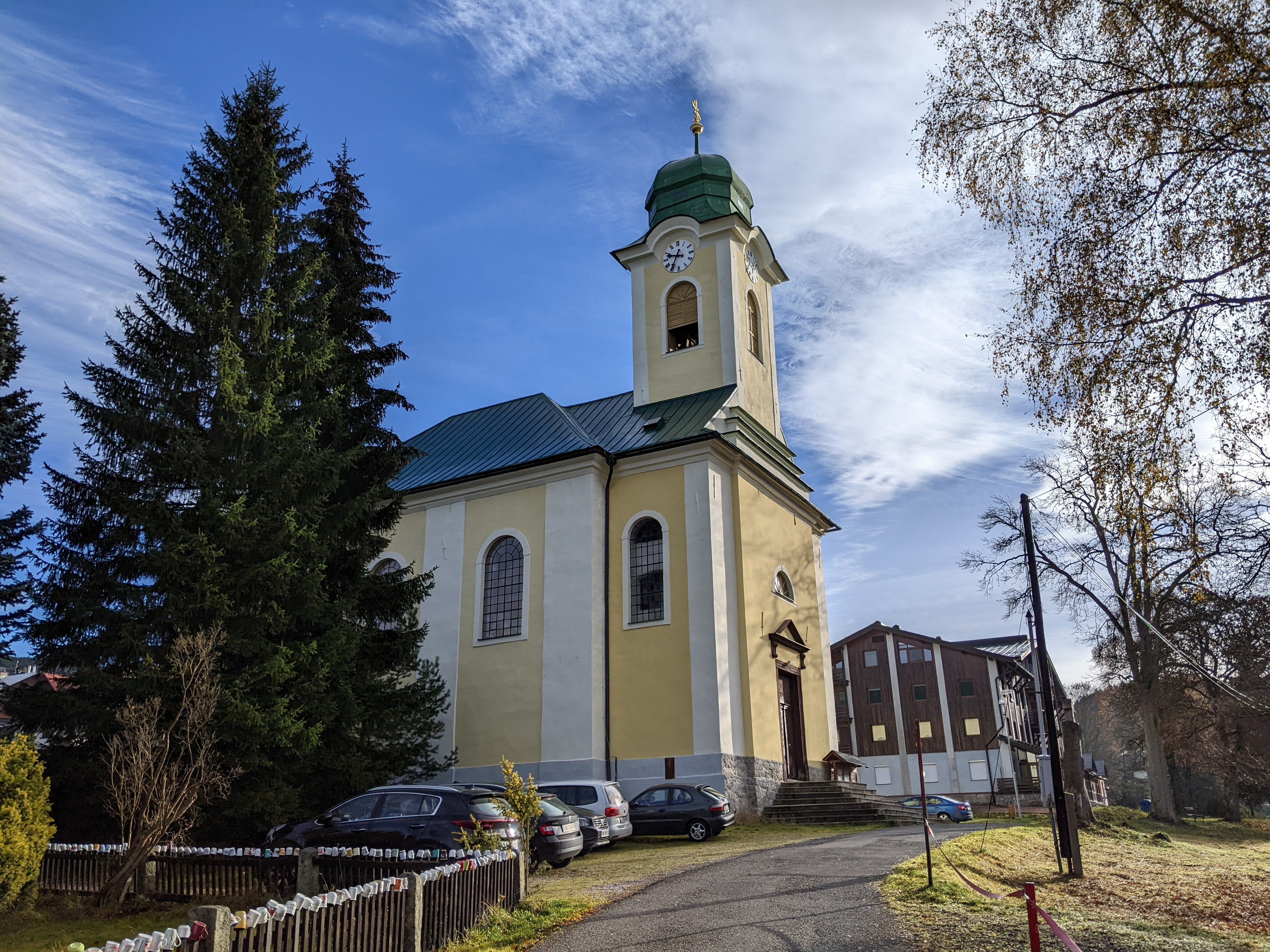
Église Saint-Wenceslas.

L'histoire de la localité remonte au XVIIe siècle. En 1712, le seigneur Aloys Thomas Raimund von Harrach (1669-1742) accorda le privilège d'installer une cristallerie dans les forêts. La famille Harrach a acquis la verrerie en 1754 et le lieu a été baptisé Harrachsdorf. Jusqu'à la fin de la Première Guerre mondiale, il était incorporé dans le district de Starkenbach (Jilemnice) au sein du royaume de Bohême.
Au début de l'année 2021, la commune de Harrachov a été transférée du district de Semily au district de Jablonec nad Nisou.

## La station de ski
Une infrastructure de 6 000 lits a été développée pour accueillir les visiteurs.
Le complexe sportif Čerťák accueille, sur deux sites, huit tremplins de saut à ski — de huit à 185 mètres — à proximité immédiate de Harrachov. Ce qui en fait un site unique en Tchéquie.
Une petite station de ski a été installée sur le mont Čertova Hora (en tchèque: Montagne du diable), qui domine la ville à une altitude de 1 020 mètres.
Le domaine skiable, l'un des treize plus vastes de Tchéquie, est desservi par deux télésièges 4 places de technologie moderne. La liaison entre les deux versants du domaine est relativement peu aisée et mal signalée.
La quasi-totalité du domaine est enneigée par des canons à neige. Cela est rendu d'autant plus nécessaire que l'altitude du domaine est relativement faible, mais aussi du fait de sa forte fréquentation — notamment pendant les vacances scolaires.
L'offre culturelle est composée du Musée du sport et du Musée du verre, ainsi que depuis 2002 par la visite de la brasserie locale.

## Transports
Par la route, Harrachov se trouve à 14 km de Tanvald, à 34 km de Semily, à 36 km de Liberec et à 133 km de Prague.
La route européenne 65 (E65) reliant Prague et Szczecin passe par Harrachov ; au nord, il y a un passage frontalier, pour partir a la Pologne.

## Jumelags
La ville de Harrachov est jumelée avec :
- Frenštát pod Radhoštěm (Tchéquie) depuis 2015